# Samoa Americana nos Jogos Olímpicos de Verão de 2024
Samoa Americana participou dos Jogos Olímpicos de Verão de 2024 realizados em Paris, na França, entre 26 de julho e 11 de agosto de 2024. Foi a décima aparição consecutiva do território nos Jogos Olímpicos desde a estreia em Seul 1988.
Foi representado por dois atletas que competiram no atletismo e natação, mas nenhum conquistou medalhas.

## Competidores
Esta foi a participação por modalidade nesta edição:
| Esporte   | Masculino | Feminino | Total |
| --------- | --------- | -------- | ----- |
| Atletismo | 0         | 1        | 1     |
| Natação   | 1         | 0        | 1     |
| Total     | 1         | 1        | 2     |

## Desempenho

### Atletismo
A Samoa Americana enviou uma corredora de 100 metros para competir em Paris.
Feminino
| Atleta                 | Evento | Preliminar | Preliminar | Bateria     | Bateria     | Semifinal   | Semifinal   | Final       | Final       |
| Atleta                 | Evento | Resultado  | Pos.       | Resultado   | Pos.        | Resultado   | Pos.        | Resultado   | Pos.        |
| ---------------------- | ------ | ---------- | ---------- | ----------- | ----------- | ----------- | ----------- | ----------- | ----------- |
| Filomenaleonisa Iakopo | 100 m  | 12.78      | 8          | Não avançou | Não avançou | Não avançou | Não avançou | Não avançou | Não avançou |

### Natação
A Samoa Americana enviou um nadador para competir em Paris.
Masculino
| Atleta      | Evento      | Eliminatórias | Eliminatórias | Semifinal   | Semifinal   | Final       | Final       |
| Atleta      | Evento      | Tempo         | Pos.          | Tempo       | Pos.        | Tempo       | Pos.        |
| ----------- | ----------- | ------------- | ------------- | ----------- | ----------- | ----------- | ----------- |
| Micah Masei | 100 m peito | 1:05.95       | 34            | Não avançou | Não avançou | Não avançou | Não avançou |